# Храм Архангела Михаила (Альтеа)
Храм Арха́нгела Михаи́ла (исп. Iglesia Ortodoxa Rusa San Miguel Arcángel) — храм Испанско-Португальской епархии Русской православной церкви, расположен в урбанизации Альтеа-Хиллз, между Аликанте и Валенсией. Первый храм на территории Испании, выстроенный в стиле русского деревянного зодчества.

## История
В 1996 году семья Боцко из Ростова-на-Дону купила участок земли в городе Альтеа и решила заложить православную церковь. В том же году заказан проект храма из камня.
В 1997 году община, образованная выходцами из России, с Украины, из Белоруссии и Молдавии, обратилась в Московский Патриархат с просьбой зарегистрировать приход, но положительного ответа, по неизвестным ей причинам, не последовало. Поэтому община была вынуждена обратиться в Экзархат приходов русской традиции в Западной Европе Константинопольского патриархата, в котором и была зарегистрирована в конце 1999 года. 7 января 2000 года священник Алексий Струве совершил первое богослужение в съёмном помещении.
Вопрос о строительстве и местоположении храма длительное время согласовывался с местными властями и только благодаря музыканту Мстиславу Ростроповичу был окончательно урегулирован. Тем не менее, храм пришлось строить за городской чертой, что создало для верующих транспортную проблему.
В 2000 году по приглашению своих духовных чад в Испанию переехал протоиерей Владимир Коряк, который стал духовно окормлять приход и занялся строительством храма.
В 2001 году администрация города Альтеа зарегистрировала «Русский Православный Фонд Святого Архистратига Михаила», созданный для возведения будущего храма. За образец была взята Архангельская деревянная церковь XVII века — храм в форме креста, с пятью куполами и восьмигранной звонницей.
21 ноября 2002 года в престольный праздник епископ Клавдиопольский Михаил (Стороженко) заложил первый камень и воздвигнул Крест на месте будущего храма.
В 2003 году был заказан бревенчатый сруб церкви. Приглашенные из города Кирова рабочие собрали деревянную конструкцию. В 2004 году в городе Волгодонске Ростовской области были изготовлены купола и кресты для храма.
18 июля 2004 года общим собранием прихода было принято единогласное решение об обращении к Патриарху Московскому и всея Руси Алексию II и Священному Синоду Русской Православной Церкви с прошением о признании данного прихода относящимся к Московскому Патриархату.
24 декабря 2004 года приход святого Архистратига Михаила решением Священного Синода был принят в состав Корсунской епархии Московского Патриархата.
30 апреля 2005 года состоялась первая пасхальная служба в ещё недостроенном храме.
9 ноября 2007 года председатель католической Епископской конференции Испании архиепископ Рикардо Бласкес Перес принял настоятеля Христорождественского прихода Русской православной церкви в Мадриде священника Андрея Кордочкина и заверил представителя РПЦ в готовности помогать православным общинам и приходам в Испании.
11 ноября 2007 года председатель Отдела внешних церковных связей митрополит Смоленский и Калининградский Кирилл (Гундяев) совершил великое освящение храма Архангела Михаила. Митрополиту Кириллу сослужили архиепископ Корсунский Иннокентий (Васильев) и клирики Корсунской епархии. За богослужением пел праздничный хор московского Данилова монастыря. На освящение храма собрались православные верующие со всей страны. На торжестве также присутствовали католический архиепископ города Аликанте монсеньор Рафаэль Пальмеро, мэр города Альтеа Андрес Риполь, глава «Российского императорского дома» Мария Владимировна Романова, посол РФ в Испании Александр Кузнецов, генеральный консул РФ в Барселоне Дмитрий Каземиров и другие почетные гости. Ктитор храма Михаил Валерьевич Боцко был удостоен ордена преподобного Сергия Радонежского III степени. К тому моменту приход насчитывал около 80 человек.

## Современное состояние

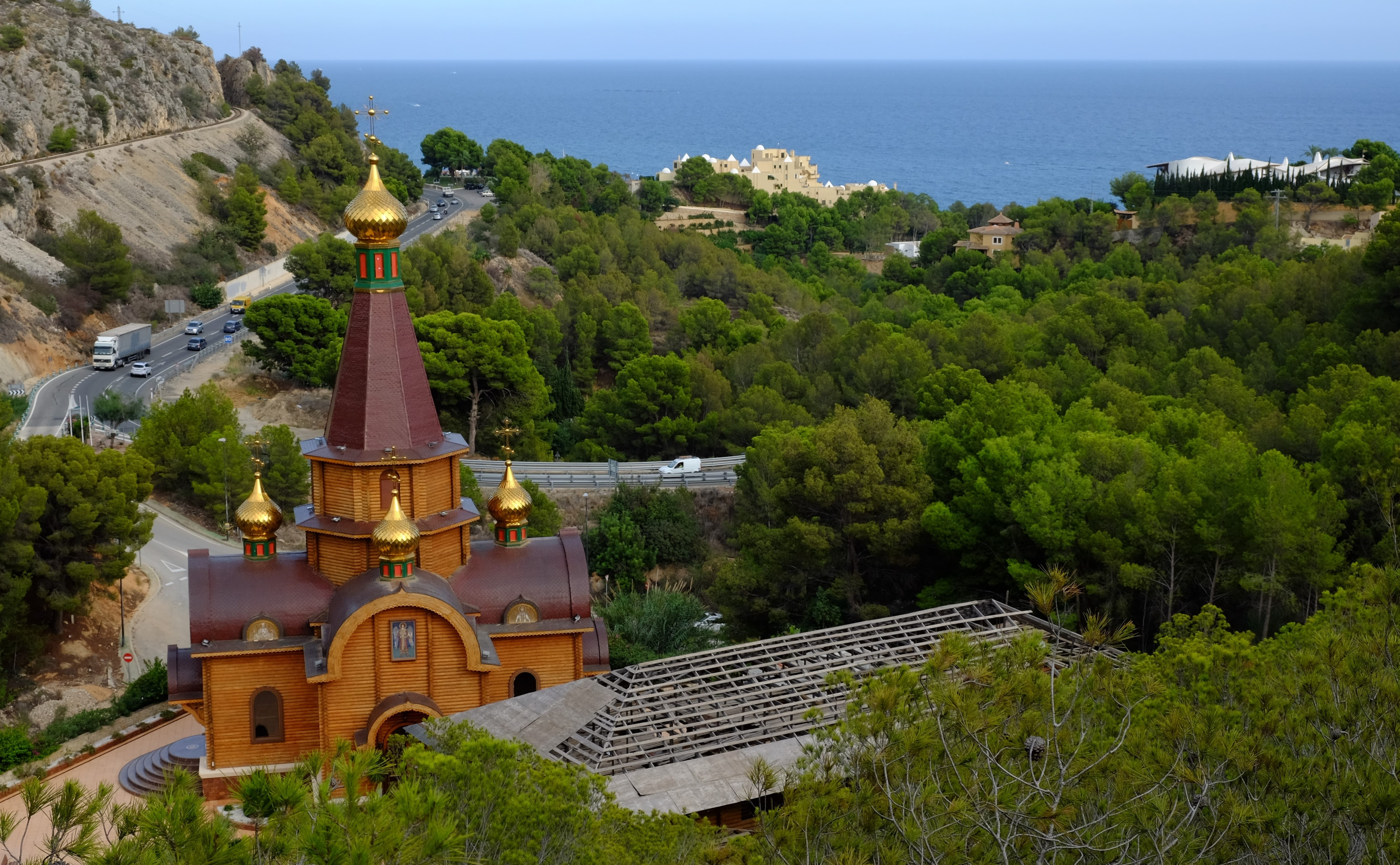
Вид на храм и на море

Храм с пятью золотыми куполами построен из дерева в традициях русского северного зодчества XVI—XVII веков.
Храм Архистратига Божия Михаила расположен на горе среди деревьев в одном из живописнейших мест средиземноморского побережья Коста Бланка, рядом с международной автострадой А-7, идущей от Франции до Гибралтарa.
Богослужение в приходе совершается по воскресеньям и большим праздникам: утром — божественная литургия, накануне вечером — всенощное бдение.